# Ohne Beschränkung der Allgemeinheit
Ohne Beschränkung der Allgemeinheit, abgekürzt o. B. d. A., ist eine in mathematischen Beweisen vorkommende Formulierung. Darüber hinaus wird auch die Formulierung ohne Einschränkung der Allgemeinheit (o. E. d. A.) oder kurz ohne Einschränkung (o. E. oder als Ligatur Œ) verwendet.
Mit diesen Formulierungen wird zum Ausdruck gebracht, dass eine Einschränkung (z. B. des Wertebereichs einer Variablen) nur zur Vereinfachung der Beweisführung vorausgesetzt wird (insbesondere zur Verringerung der Schreibarbeit), ohne dass die Gültigkeit der im Anschluss getroffenen Aussagen in Bezug auf die Allgemeinheit darunter leidet. Der Beweis wird nur für einen von mehreren möglichen Fällen geführt. Dies geschieht unter der Bedingung, dass die anderen Fälle in analoger Weise bewiesen werden können (z. B. bei Symmetrie).
Durch o. B. d. A. können auch triviale Sonderfälle übergangen werden.

## Beispiel
Zwischenwertsatz von Bolzano 

Satz: Eine im Intervall {\displaystyle [a,b]} stetige Funktion {\displaystyle f} mit der Eigenschaft {\displaystyle f(a)} · {\displaystyle f(b)<0} besitzt in {\displaystyle [a,b]} mindestens eine Nullstelle.
Beweis: Aus {\displaystyle f(a)} · {\displaystyle f(b)<0} folgt, dass {\displaystyle f(a)} und {\displaystyle f(b)} nicht Null sind und verschiedene Vorzeichen haben. O. B. d. A. betrachten wir den Fall {\displaystyle f(a)<0} und {\displaystyle f(b)>0}.
… (für diesen Fall folgt nun der Beweis)
Man kann erkennen, dass in dieser Beweisführung der andere Fall {\displaystyle f(a)>0} und {\displaystyle f(b)<0} auch abgedeckt ist, indem man einfach {\displaystyle f} durch {\displaystyle -f} ersetzt. Dass die Allgemeinheit dadurch nicht beschränkt wird, folgt aus drei Eigenschaften:
1. Ist {\displaystyle f} stetig, dann auch {\displaystyle -f}.
2. Sind die Funktionswerte von {\displaystyle f} an den Intervallgrenzen nicht Null und von verschiedenem Vorzeichen, dann gilt dies auch für {\displaystyle -f}.
3. Die Nullstellen von {\displaystyle f} und {\displaystyle -f} stimmen überein.